# Bocca degli Abati
Bocca degli Abati byl florentský šlechtic žijící v 13. století.
Známý je především díky tomu, že jej jako postavu použil Dante Alighieri ve svém díle Božská komedie. Bocca degli Abati se zde nachází v pekle, neboť údajně v bitvě u Montaperti, která se udála 4. září 1260 mezi guelfy a ghibelliny, zradil svou stranu, guelfy, tj. Florentskou republiku, ve prospěch ghibellinů, tj. Sienské republiky a Pisánské republiky. V okamžiku útoku Sieňanů totiž údajně zaútočil na guelfského vlajkonoše a pádem vlajky vnesl do guelfských řad zmatek.